# Michael McMillian
Michael McMillian (Olathe, 21 ottobre 1978) è un attore statunitense.
È noto al pubblico per la sua interpretazione nello slasher Le colline hanno gli occhi 2 e per il ruolo ricorrente del Reverendo Steve Newlin nella serie televisiva True Blood.

## Biografia
Nato a New York, è cresciuto nella zona di Kansas City, ove ha frequentato la "Blue Valley Northwest High School".
Durante un'intervista, McMillian ha definito la sua adolescenza come quella di una "quasi nerd", appassionato di fumetti e libri e poco attirato dallo sport.
Si è laureato in Michigan, alla "Interlochen Center for the Arts", ma prima ha studiato presso la "Carnegie Mellon University". Il primo colloquio lavorativo l'ha comunque avuto alla Carnegie, dove ha anche firmato un contratto d'assunzione.
Nel 2003 appare nel telefilm Veronica Mars, nella puntata Allarme bomba, nel ruolo di Pete.
Ha debuttato nel mondo dello spettacolo facendo da principale interprete in un commedia indipendente, Dorian Blues, film sulla scoperta di un adolescente della propria identità omosessuale.
La prima importante apparizione la fa nella serie tv Luis, cui ha partecipato solo all'episodio pilota per poi dedicarsi anima e corpo alla sit-com Le cose che amo di te. 
Ha avuto il ruolo di Harper nella serie tv sul mondo medico Saved; ma è diventato discretamente famoso dopo la sua apparizione in Le colline hanno gli occhi 2 nella parte di Napoleon, una recluta della Guardia Nazionale alle prese con una banda di mutanti. Dal 2008 interpreta il ruolo ricorrente del Reverendo Steve Newlin nella serie televisiva True Blood ed è inoltre coautore del fumetto tratto dalla serie.
Da alcuni anni, McMillian abita in una villa a Los Angeles.

## Filmografia parziale
- I viaggiatori (Sliders) – serie TV, 1 episodio (1995)
- Out of Courage 2: Out for Vengeance (1999)
- Le cose che amo di te (What I Like About You) – serie TV, 32 episodi (2003-2005)
- Dorian Blues (2004)
- Big Love – serie TV, 2 episodi (2006)
- Saved – serie TV, 13 episodi (2006)
- Scrubs - Medici ai primi ferri (Scrubs) – serie TV, 1 episodio (2007)
- Le colline hanno gli occhi 2 (The Hills Have Eyes 2) (2007)
- Small Town News (2008)
- Dimples (2008)
- The Mentalist – serie TV, episodio 2x05 (2009)
- Immagina che (Imagine That) (2009)
- Un principe in giacca e cravatta (Beauty & the Briefcase) (2010)  - Film TV
- Banshee Chapter - I files segreti della CIA (Banshee Chapter), regia di Blair Erickson (2013)
- True Blood – serie TV, 38 episodi (2008-2014)
- Crazy Ex-Girlfriend - serie TV, 22 episodi (2015-2019)
- Perry Mason – serie TV, 2 episodi (2020)

## Doppiatori italiani
Nelle versioni in italiano delle opere in cui ha recitato, Michael McMillian è stato doppiato da:
- Francesco De Francesco in True Blood
- Francesco Pezzulli in The Mentalist
- Gabriele Patriarca in Hawaii Five-0
- Gabriele Lopez in NCIS: Los Angeles
- Marco Benedetti in Perry Mason
- Emiliano Ragno in 9-1-1: Lone Star